# Вертгеймер, Иосиф фон
Ио́сиф Ри́ттер фон Вертгеймер (нем. Josef Ritter von Wertheimer; 1800—1887) — австрийский писатель

-публицист, издатель, филантроп и общественный деятель; рыцарь ордена Франца Иосифа.

## Биография
Иосиф Вертгеймер родился 17 марта 1800 года в Вене; происходил из известной еврейской семьи. В пятнадцать лет он поступил в контору барона Штифта, a свободные часы посвящал науке, причем интересовался больше всего вопросами педагогики.
В 1824 году Вертгеймер отправился в Лондон, где изучал постановку дела при оборудовании детских садов; в 1826 и 1828 гг. он совершил путешествие по Европе для сравнительного изучения воспитательных учреждений и издал перевод с английского «Ueber frühe geistige Erziehung u. englische Kleinkinderschulen» (Вена, 1826, 2-e изд. 1828). В то же время он обратился к австрийскому правительству с письмом, в котором отстаивал необходимость учреждения специально детских садов и приютов.

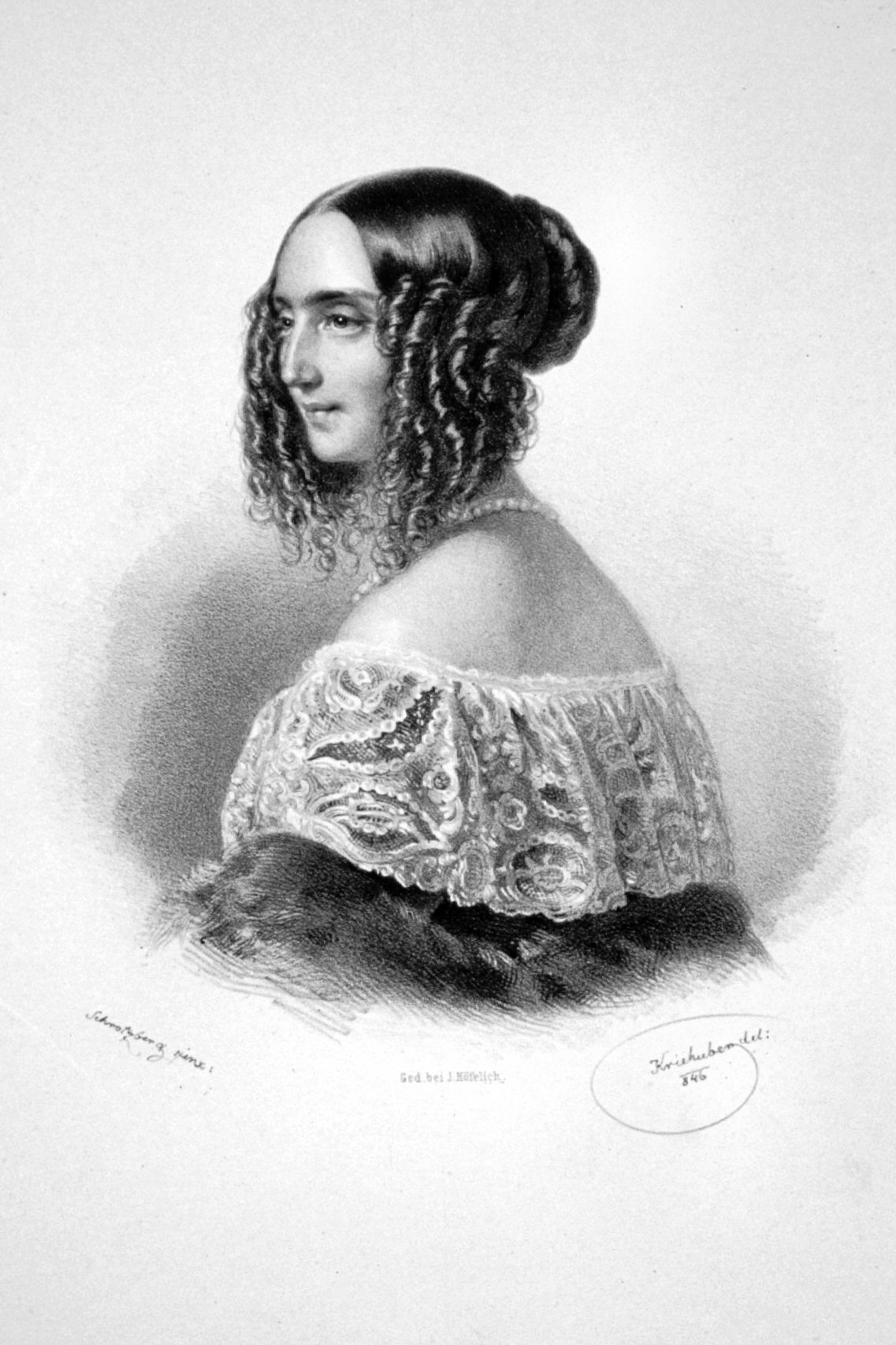
Генриетта фон Вертгеймер, жена
(рисунок Йозефа Крихубера)

В 1830 году Иосиф Вертгеймер, в сотрудничестве с католическим священником Иоганном Линднером, открыл первый детский сад в Вене. Успех этого учреждения был очень велик, и вскоре в нескольких других городах Австрии возникли подобные детсады при его участии. Вскоре он основал и Allgemeine Rettungsanstalt в Вене, имевшее целью исправление преступных детей. Ещё ранее этого он стал принимать участие в еврейских общинных делах Вены, выступая в защиту всех предложений, имевших в виду улучшение воспитания еврейского юношества; впоследствии фон Вертгеймер был избран председателем венской общины.
В 1840 году по инициативе Вертгеймера был учрежден Verein zur Förderung der Handwerke unter den Israeliten; во время эмансипации евреев этот ферейн, стремившийся к развитию среди евреев ремесленного труда, явился одним из сильнейших аргументов в руках защитников евреев.
В 1843 году Иосиф Риттер Вертгеймер основал в венском квартале Leopoldstadt детский приют, к которому в 1868 году был присоединен и детский сад.
В 1860 году Вертгеймер учредил Verein zur Versorgung hilfsbedürftiger Waisen der israelitischen Cultusgemeinde, который основал ряд женских и мужских приютов. С возникновением в Вене Israelit. Allianz он был избран председателем центрального комитета. За оказанные городу услуги император Франц-Иосиф возвел Вертгеймера в дворянство, a муниципальный совет избрал его в почетные граждане Вены. В собравшемся в Аугсбурге в 1876 году (11—17 июля) втором еврейском синоде фон Вертгеймер принял чрезвычайно деятельное участие.

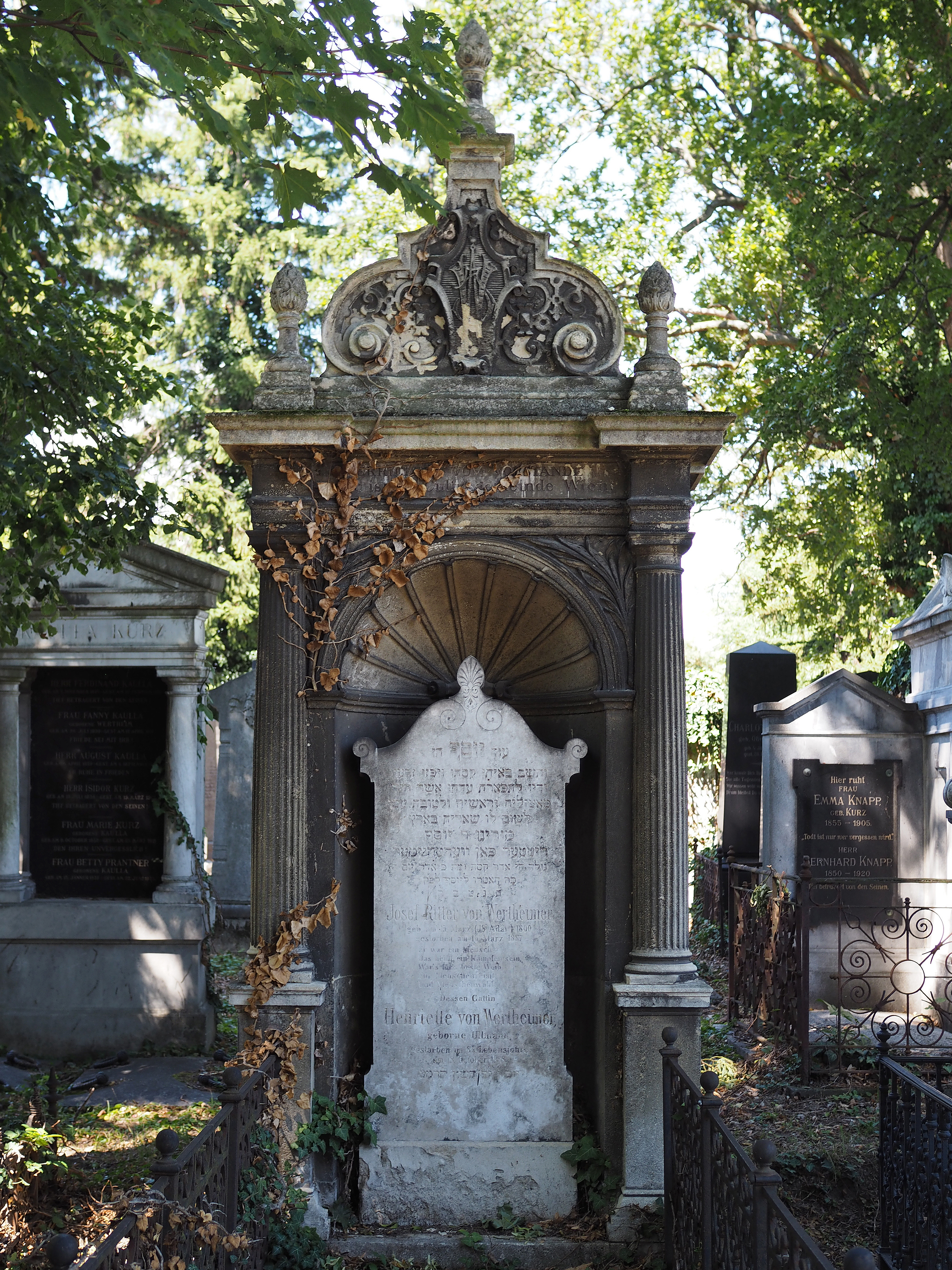
Могила И. фон Вертгеймера

В качестве человека, пользующегося большим влиянием в придворных кругах, Иосиф Риттер фон Вертгеймер неоднократно выступал как частным образом, так и публично в пользу равенства евреев в гражданских правах. Его первая книга «Die Juden in Oesterreich vom Standpunkte der Geschichte, des Rechtes und des Staatsvorteils» (1842) не могла быть, ввиду резкости тона, напечатана в Вене и вышла анонимно в Лейпциге. Другие его произведения, касавшиеся евреев, появились уже в Австрии и за подписью автора, хотя по тону они ничем существенно не отличаются от первой книги.
Среди его произведений наиболее известны следующие: «Die Stellung der Juden in Oesterreich», 1853; «Die Regelung der staasbürgerlichen Stellung der Juden in Oesterreich», 1859; «Jahrbuch für Israeliten», 11 томов, 1854—1864; «Die Emancipation unserer Glaubensgenossen», 1882; «Jüdische Lehre im jüdischen Leben», 1883. Кроме того, перу фон Вертгеймер принадлежит ряд небольших работ по педагогике и руководств для матерей и воспитательниц.
С 1848 года до конца жизни фон Вертгеймер издавал журнал «Wiener Geschäftsbericht», где поместил много статей по истории, политической экономии и социально-политическим вопросам.
Иосиф фон Вертгеймер умер 16 марта 1887 года в родном городе и был похоронен на Центральном кладбище Вены.
Заслуги перед отечеством были отмечены Императорским австрийским орденом Франца Иосифа.